# Paleothyris acadiana
Il paleotiride (Paleothyris acadiana Carroll, 1969) era un rettile ora estinto, forse appartenente ai protorotirididi. Visse nel Carbonifero superiore (circa 310 milioni di anni fa) e i suoi resti fossili sono stati ritrovati in Nordamerica (Nuova Scozia). 

## Descrizione
Simile a una lucertola, questo animale doveva essere lungo circa 20 centimetri. Paleothyris possedeva numerose caratteristiche simili a quelle di altri rettili primitivi del Carbonifero, come l'omero lungo e sottile, e gli archi neurali delle vertebre dorsali piuttosto strette. Erano inoltre presenti denti sull'osso parasfenoide (Laurin e Reisz, 1995). Il cranio di Paleothyris è meglio conservato di quello di altri rettili carboniferi simili, come Hylonomus. A differenza di altri tetrapodi basali, vi era un incremento nella forza delle mascelle, a causa dello pterigoide che aiutava gli adduttori a spingere la mascella in avanti e all'insù. I denti palatali erano piccoli, ed erano probabilmente usati per trattenere cibo contro la lingua. Le staffe erano di costituzione robusta, come in altri tetrapodi basali, ed è probabile che Paleothyris sentisse solo le vibrazioni a bassa frequenza. Non era presente alcuna incisura otica e quindi non vi era il timpano (Benton, 2000). 
Erano presenti solo 27 vertebre presacrali; lo scapolarcoracoide era fuso con la scapola e ben ossificato. L'ilio era quasi identico a quello di alcuni tetrapodi più primitivi, come Westlothiana, ma pube e ischio erano più alti. Le lunghe dita delle zampe anteriori e posteriori indicano che Paleothyris potrebbe essere stato un buon arrampicatore.

## Classificazione

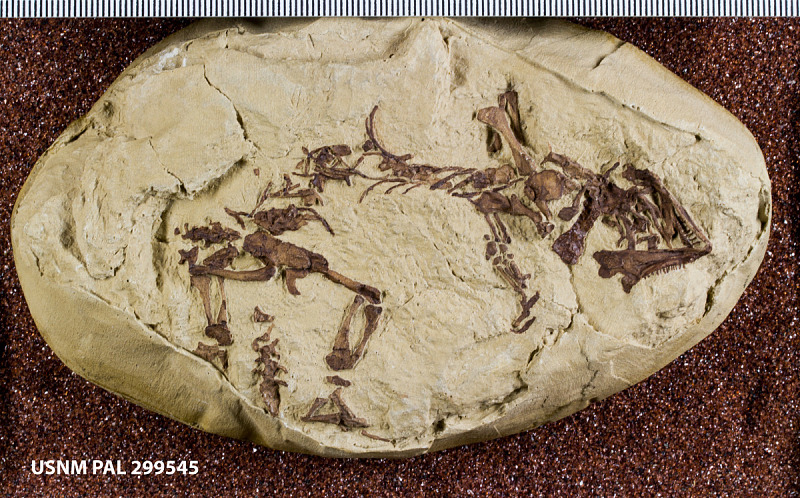
Fossile di Paleothyris acadiana

Paleothyris acadiana venne descritto per la prima volta nel 1969 da R. L. Carroll, sulla base di fossili rinvenuti nella miniera di carbone Sydney, nei pressi di Cape Breton in Nuova Scozia (Canada). Paleothyris è stato attribuito ai protorotirididi, un gruppo di rettili primitivi simili a lucertole che si svilupparono nel corso del Carbonifero. Attualmente il gruppo è considerato parafiletico. Paleothyris, benché leggermente più recente di Hylonomus, sembrerebbe essere stato più primitivo. Attualmente, tutte queste forme sono considerate parte del gruppo dei romeriidi (Romeriida), che include molti rettili basali del Carbonifero precedentemente ascritti ai protorotirididi (con alcune significative eccezioni, ad esempio Brouffia) e i diapsidi.